# Feu de Sourdaras
La feu de Sourdaras est une marque cardinale (ouest) située à proximité de l'entrée du Vieux-Port de Marseille, entre les îles d'Endoume et l'île d'If. Le signal lumineux est un feu blanc (9 scintillements toutes les 15 secondes). Il est voisin de la tourelle du Canoubier, située à une centaine de mètres au nord.
« Dans la route directe du château-d'If au port de Marseille, il y a deux roches sous l'eau ; la plus voisine du château-d'If en est éloignée d'environ quatre à cinq cents toises, et s'appelle la Sourdara, sur laquelle il n'y a que trois pieds d'eau ; à cent toises de celle-ci, en avançant sur la même ligne, est la sèche le Canoubiez, sur laquelle il n'y a ordinairement qu'un pied d'eau. Comme ces roches se trouvent dans le milieu du passage, allant du château-d'If à l'isle de Daume, il est important d'observer les remarques mises ci-après, pour servir à les reconnaître et à les éviter. »
— Henry Michelot, 1805

## A proximité
- La Désirade (feu)

## Sources
- Magazine Le Point, « Phares, feux et forts : un port sous bonne garde », juin 2004
- Carte SHOM